# Modlitwa Urszaggi
Modlitwa Urszaggi – list-petycja do króla, napisany w języku sumeryjskim przez jednego z mieszkańców Ur pod koniec trzeciego tysiąclecia p.n.e.
List Urszaggi jest jednym z dowodów na sumeryjski zwyczaj deifikacji władców. Poza przypisywaniem władzy królewskiej symboliki politycznej, obdarzano ją również symboliką religijną, więc króla należało traktować na równi z bogami. Kult władcy w Sumerze wyrażał się m.in. poprzez składanie ofiar i wznoszenie modlitw. Z czasem wykształcił się zwyczaj dołączania pisemnych petycji, w których oranci prosili o dobrobyt, zdrowie, pomoc itd.
O autorze modlitwy wiadomo tyle, że miał na imię Urszagga i pochodził z Ur, zaś adresatem listu jest niewymieniony z imienia władca – jeden z ostatnich III dynastii z Ur (być może Bur-Sin lub Szu-Suen). Nie jest także wykluczone, że modlitwa została skierowana do zmarłego już króla. Treść listu przesiąknięta jest uwielbieniem dla władcy, którego petent wywyższa do rangi najwyższych bóstw Sumeru Ana i Inanny, jednocześnie prosi go o powodzenie dla siebie i rodziny.